# 山海嘉之
山海 嘉之（さんかい よしゆき、1958年 - ）は、日本の工学者であり、サイバーダイン株式会社の創業者兼CEO、筑波大学教授、筑波大学サイバニクス研究センター長。
日本ロボット学会理事、日本栓子検出と治療学会会長などを歴任。グローバルCOEサイバニクス国際教育研究拠点 拠点リーダー、内閣府最先端研究開発支援プログラム「健康長寿社会を支える最先端人支援技術研究プログラム」中心研究者 （サイバニクス研究コア/Center for Cybernics Research 統括）、内閣府革新的研究開発推進プログラムImPACT、プログラムマネージャ。工学博士（筑波大学、1987年）。
世界初のサイボーグ型ロボットであるロボットスーツ「HAL」を開発した。HALの研究開発において海外から軍事利用の話があっても全て断っている。

## 経歴
岡山県に生まれる。小学3年生の時にアイザック・アシモフの短編集『われはロボット』を読んだことと、石ノ森章太郎原作の『サイボーグ009』のアニメを見たことで、ロボット、サイボーグを製作している博士に興味を抱く。
中学生時代には、『レーザーの基礎と実験』（松平維石 著。共立出版、1972年）に触発され、レーザーに興味を抱く。中学生に炭酸ガスレーザー、アルゴンイオンレーザーの媒体に必要なガスの入手が行えないため、母親の所有する指輪から、ルビーレーザーに挑戦するも、カッティングがレーザーに向かないなどの理由で失敗し、母親に叱られて終わる。その後、ルビーを自作しようと酸化アルミニウムを集めて加熱するなど（ルビーの自作には失敗）、自身が興味を持ったものを次々と調べ、試していった。
1978年：岡山県立岡山朝日高等学校卒業。1982年：茨城大学工学部卒業。
1987年：筑波大学大学院工学研究科システム制御工学分野（現システム情報工学研究群）博士課程修了。筑波大学講師、助教授、米国・ベイラー医科大学客員教授、筑波大学機能工学系教授を経て、現在、筑波大学システム情報系教授、筑波大学サイバニクス研究センター長。人・機械・情報系を融合複合した新学術体系を確立し、サイバニクス（Cybernics）と命名する。
2004年6月24日：研究成果を活用することを目的に大学発ベンチャー企業「サイバーダイン株式会社（CYBERDYNE Inc.）」を設立、ロボットスーツHALの研究開発／製造／販売を推進。2014年3月26日、東証マザーズ上場。
2008年：文部科学省グローバルCOE（Global Center Of Excellence ）プログラム 採択。サイバニクス国際教育研究拠点 拠点リーダー。
2009年：内閣府最先端研究開発支援プログラムFIRST 中心研究者 採択。Center for Cybernics Research（サイバニクス研究コア） 統括。
2014年：内閣府革新的研究開発推進プログラムImPACTプログラムマネージャ採択。
2023年3月17日：内閣府戦略的イノベーション創造プログラムSIP第3期のプログラムディレクターに就任。

## 受賞歴等
- 2005年 The 2005 世界テクノロジー賞（英語版）大賞（ITハードウエア部門）
- 2006年 グッドデザイン賞金賞[17]、日本イノベーター大賞優秀賞
- 2007年 産学官連携功労者表彰経済産業大臣賞
- 2007年 「つくばベンチャー大賞」大賞
- 2009年 全国発明表彰受賞 21世紀発明賞「サイボーグ型ロボット技術の発明」（社団法人発明協会[18]、常陸宮正仁総裁より授与）
- 2012年 日本ロボット学会 フェロー。
- 2014年 トムソン・ロイター、IPO of the Year（最優秀上場企業）。Edison Universe、エジソン賞金賞。日本ロボット学会 ロボット活用社会貢献賞。計測自動制御学会 フェロー。
- 2019年 紫綬褒章[19][20]。

この他、日本ロボット学会、国際人工臓器学会、アメリカ合衆国人工臓器学会、国際連続流人工心臓学会などの賞を受賞。

## テレビ番組
- 日経スペシャル カンブリア宮殿 医療の未来を切り拓く挑戦者たち スペシャル（2015年1月8日、テレビ東京）- サイバーダイン CEOとして出演[21]。

## 書籍

### 著書
- 『サイバニクスが拓く未来 テクノピアサポートの時代を生きる君たちへ』（2018年3月1日、筑波大学出版会/丸善出版）ISBN 9784904074473

### 関連書籍
- 『我らクレイジー☆エンジニア主義』（編著:リクナビNEXT Tech総研）（2007年1月22日、講談社）- 石井裕 山海嘉之 清水浩 塚本昌彦 ほか、カリスマエンジニア全15名のインタビュー集 ISBN 9784062820363
  - 『我らクレイジー☆エンジニア主義』（編著:リクナビNEXT Tech総研）（2010年12月1日、中経出版 文庫）ISBN 9784806138952

## 関連
- 日本の資産家一覧
- サイバニクス
- サイバーダイン